# 靳彊
靳彊（きん きょう）は、紀元前3世紀から紀元前2世紀にかけての中国、秦の末期と前漢初期にいた人物である。生年不明、紀元前185年死。劉邦に従って戦った。中尉、南郡太守、汾陽侯。諡は厳侯または壮侯。

## 解説
秦末の反乱で劉邦軍に加わったが、『史記』と『漢書』で少し異なることがある。『史記』によれば、前2年（紀元前208年）に陽夏で劉邦軍に加わって郎中騎千人となった。『漢書』もほぼ同じだが、前3年（紀元前207年）に櫟陽で従ったことになっている。
鴻門の会では、劉邦が項羽の陣営から逃げ出したとき、剣と盾を持ち徒歩で走って従った4人の中の一人であった。
その後楚漢戦争を戦い、中尉となって、項羽の武将鍾離眛を破った。
南郡の太守となり、その地の蛮を秦の時代と同様に（君長に貢納させて間接統治で）治めることを請うた。なお、この出来事は年がわからず、次に述べる汾陽侯との前後関係は不明である。
高祖の晩年、高祖11年（紀元前196年）2月辛亥（『漢書』によれば3月辛亥）に汾陽侯に封じられた。諸侯の中で位次は96位である。
11年後の高后3年（紀元前185年）に死んだ。子の靳解が汾陽侯を継いだ。